# Thory (Yonne)
Thory település Franciaországban, Yonne megyében. Lakosainak száma 193 fő (2022. január 1.). Thory Étaule, Joux-la-Ville, Lucy-le-Bois, Provency és Sainte-Colombe községekkel határos.

## Népesség
A település népessége az elmúlt években az alábbi módon változott:
| Lakosok száma | 205  | 208  | 210  | 203  | 202  | 200  | 198  | 195  | 193  |
|               | 2013 | 2015 | 2016 | 2017 | 2018 | 2019 | 2020 | 2021 | 2022 |